# Néstor Craviotto
Néstor Oscar Craviotto (La Plata, 3 ottobre 1963) è un allenatore di calcio ed ex calciatore argentino, di ruolo difensore.

## Caratteristiche tecniche
Giocava come difensore; si fece notare per le sue doti realizzative.

## Carriera

### Giocatore

#### Club
Cresciuto nelle giovanili dell'Estudiantes, vi debuttò a livello professionistico nella stagione 1983, in cui la squadra vinse il campionato; giocò dunque la conseguente Coppa Libertadores 1984, e rimase nei ranghi della società sino al 1990. Trasferitosi all'Independiente di José Pastoriza, arrivò a vincere il Clausura 1994 e a raggiungere i quarti di finale della Coppa Libertadores 1995, segnando un totale di quattordici reti in campionato. Passò dunque al Banfield, dove alla prima stagione Craviotto retrocesse per la prima volta in carriera; partecipò dunque alla Primera B Nacional nel 1997-1998, ma non terminò il campionato a causa di un infortunio al ginocchio; l'annata successiva si concluse con la rescissione del contratto a causa di mancati pagamenti dello stipendio. Nel 1999 tornò quindi in Primera B, accasandosi al San Martín de San Juan, con cui giocò le ultime tre partite della sua carriera (nella fase di preparazione aveva subito un grave infortunio al menisco che gli aveva interdetto la partecipazione alla maggior parte degli incontri di campionato); la dirigenza gli offrì dunque il posto di allenatore, che accettò.

#### Nazionale
Convocato per la prima volta da Carlos Bilardo nel 1989, diventò una presenza quasi fissa nella gestione Basile: sui quattro tornei ufficiali cui la selezione prese parte, Craviotto ne disputò tre, saltando il campionato del mondo 1994. Durante la Copa América 1991 realizzò una rete contro il Perù, contribuendo all'avanzamento della Nazionale nella competizione, che avrebbe poi vinto. La Confederations Cup 1992 vide nuovamente l'Argentina vittoriosa, così come la Copa América 1993: il ciclo di vittorie di Basile si esaurì con quest'ultimo torneo, che fu anche l'ultimo a cui Craviotto partecipò.

### Allenatore
Sostituì Fernando Donaires come tecnico del San Martín, portando la squadra al terzo posto in Primera B; i buoni risultati ottenuti gli fecero guadagnare il passaggio all'Estudiantes, squadra che lo aveva visto maturare come calciatore e che rischiava la retrocessione: Craviotto riuscì a mantenere il club in Primera División. Si trasferì all'Unión di Santa Fe, anch'essa a rischio, in quanto occupava gli ultimi posti della classifica: con un gioco offensivo, la squadra si riprese, ma il tecnico prese la decisione di lasciare l'incarico e passare al Chacarita prima che il torneo terminasse. Nuovamente, Craviotto riuscì a risollevare le sorti della squadra, ma la dirigenza decise comunque di esonerarlo; all'Emelec e al Belgrano rimase molto poco (rispettivamente sette e sei partite) e fu all'Unión che Craviotto tornò in pianta stabile in un club. Conclusa la prima parte del campionato all'ottavo posto, dopo poche partite della fase successiva Craviotto fu nuovamente esonerato, e passò ad allenare la Nazionale di calcio del Guatemala Under-20, in vista del campionato del mondo Under-20 2009. Lasciato anche tale incarico, tornò al San Martín dopo quasi dieci anni e in seguito si trasferì in Bolivia.

## Palmarès

### Giocatore

#### Club

##### Competizioni nazionali
- Campionato argentino: 2

Estudiantes: Nacional 1978
Independiente: Clausura 1994

##### Competizioni internazionali
- Supercoppa Sudamericana: 2

Independiente: 1994, 1995
- Recopa Sudamericana: 1

Independiente: 1995

#### Nazionale
- Coppa America: 2

Cile 1991, Ecuador 1993
- Confederations Cup: 1

1992
- Coppa Artemio Franchi: 1

Argentina 1993